# Шаповалов, Денис Валерьевич
Денис Валерьевич Шаповалов (род. 11 декабря 1974, Чайковский, Пермская область) — российский виолончелист, дирижёр и композитор. Победитель XI Международного конкурса им. П. И. Чайковского (1998). Член Союза композиторов России.
Сын музыкантов. Окончил музыкальную школу в Дзержинске, Музыкальное училище при Московской государственной консерватории им. П. И. Чайковского и Московскую консерваторию, класс Наталии Шаховской. Занимался также с Мстиславом Ростроповичем. Знаком признания со стороны Ростроповича стали приглашения Шаповалова на фестивали Маэстро в Эвиан (Франция, 1999, 2000) и Баку (Азербайджан, 2006). Шаповалов участвовал в юбилейных концертах к 75-летию учителя с Лондонским Симфоническим оркестром под управлением Ростроповича (2002, Лондон, Нью-Йорк), совместно с Маэстро выступал на фестивале А.Сахарова (2004, Нижний Новгород).
В 1994 г. принимал участие в Международном конкурсе имени Чайковского, а в 1998 г. стал его победителем. В 2004—2006 гг. стажировался на кафедре оперно-симфонического дирижирования МГК. С 2001 по 2012 гг. преподавал в Московской консерватории на кафедре виолончели. В 2007 г. стал первым классическим музыкантом, выступившим на Северном полюсе, где исполнял произведения Иоганна Себастьяна Баха и Франца Шуберта перед участниками полярной экспедиции.
В 2016 начал композиторскую деятельность, написав «Concerto di Bravura» для виолончели с камерным оркестром к юбилею Московской Консерватории. По заказу швейцарского фестиваля «АртДиалог» написал Сюиту для виолончели соло (2017), по заказу польского фестиваля «Krakow PROMS» — «Рок-вариации на тему Рококо П.Чайковского»] для электро-виолончели с симфоническим оркестром (2017). В 2018 году посвятил памяти М.Ростроповича концертную фантазию для виолончели с симфоническим оркестром «Rencontres Musicales», а в 2019 — по заказу фестиваля в Сургуте «60 параллель» написал «Симфонию в стиле Рок», которую сам и продирижировал. Рок-произведения Шаповалов пишет под псевдонимом Denis Wonderland.
Был приглашен выступить с Аллой Пугачевой на ее юбилейном концерте В Государственном Кремлёвском Дворце Съездов в апреле 2019 года, где Шаповалов исполнил вместе с певицей ее новую песню «Мой друг». Выступление вошло в киноверсию юбилея Пугачевой под названием «Тот самый концерт», который вышел в прокат в ноябре 2019 года.
Весной 2019 года дебютировал с академическим репертуаром в концертных залах Музикферайн в Вене, Тонхалле Мааг в Цюрихе и во Дворце музыки в Валенсии.